# Вінчестер (Вірджинія)
Вінчестер (англ. Winchester) — незалежне місто в США,  в штаті Вірджинія. Населення — 28 120 осіб (2020).

## Географія
Вінчестер розташований за координатами 39°10′26″ пн. ш. 78°10′35″ зх. д. / 39.17389° пн. ш. 78.17639° зх. д. (39.173869, -78.176356).  За даними Бюро перепису населення США в 2010 році місто мало площу 23,97 км², з яких 23,91 км² — суходіл та 0,05 км² — водойми.

### Клімат
| Клімат : Вінчестер      | Клімат : Вінчестер | Клімат : Вінчестер | Клімат : Вінчестер | Клімат : Вінчестер | Клімат : Вінчестер | Клімат : Вінчестер | Клімат : Вінчестер | Клімат : Вінчестер | Клімат : Вінчестер | Клімат : Вінчестер | Клімат : Вінчестер | Клімат : Вінчестер | Клімат : Вінчестер |
| Показник                | Січ.               | Лют.               | Бер.               | Квіт.              | Трав.              | Черв.              | Лип.               | Серп.              | Вер.               | Жовт.              | Лист.              | Груд.              | Рік                |
| Абсолютний максимум, °C | 22,2               | 26,1               | 31,1               | 33,3               | 35,6               | 36,7               | 40,6               | 38,9               | 36,1               | 33,3               | 27,2               | 25,6               | 40,6               |
| Середній максимум, °C   | 4,4                | 6,7                | 11,1               | 17,8               | 22,8               | 27,2               | 29,4               | 28,9               | 25,0               | 18,3               | 12,8               | 6,7                | 17,6               |
| Середня температура, °C | 0,0                | 1,7                | 5,6                | 11,7               | 16,7               | 21,7               | 23,9               | 23,3               | 18,9               | 12,8               | 7,8                | 2,2                | 12,2               |
| Середній мінімум, °C    | −5                 | −3,3               | 0,0                | 5,6                | 10,6               | 16,1               | 18,3               | 17,2               | 12,8               | 6,7                | 2,2                | −2,8               | 6,6                |
| Абсолютний мінімум, °C  | −24,4              | −19,4              | −13,9              | −5,6               | 0,0                | 4,4                | 9,4                | 3,9                | 1,7                | −4,4               | −10                | −27,8              | −27,8              |
| Норма опадів, мм        | 66                 | 61                 | 89                 | 86                 | 99                 | 91                 | 89                 | 76                 | 94                 | 76                 | 81                 | 69                 | 977                |
| ----------------------- | ------------------ | ------------------ | ------------------ | ------------------ | ------------------ | ------------------ | ------------------ | ------------------ | ------------------ | ------------------ | ------------------ | ------------------ | ------------------ |
| Джерело:                |                    |                    |                    |                    |                    |                    |                    |                    |                    |                    |                    |                    |                    |

## Демографія
Згідно з переписом 2010 року, у місті мешкали 26 203 особи в 10 607 домогосподарствах у складі 5957 родин. Густота населення становила 1093 особи/км².  Було 11872 помешкання (495/км²).
Расовий склад населення:
| - 74,5 % — білих - 10,9 % — чорних або афроамериканців - 2,3 % — азіатів - 0,4 % — корінних американців - 8,8 % — осіб інших рас |

До двох чи більше рас належало 3,1 %. Частка іспаномовних становила 15,4 % від усіх жителів.
За віковим діапазоном населення розподілялося таким чином: 22,2 % — особи молодші 18 років, 63,8 % — особи у віці 18—64 років, 14,0 % — особи у віці 65 років та старші. Медіана віку мешканця становила 35,1 року. На 100 осіб жіночої статі у місті припадало 96,9 чоловіків;  на 100 жінок у віці від 18 років та старших — 93,6 чоловіків також старших 18 років.
Середній дохід на одне домашнє господарство  становив 64 727 доларів США (медіана — 45 363), а середній дохід на одну сім'ю — 78 053 долари (медіана — 57 444). Медіана доходів становила 42 793 долари для чоловіків та 34 045 доларів для жінок. За межею бідності перебувало 16,0 % осіб, у тому числі 19,5 % дітей у віці до 18 років та 6,8 % осіб у віці 65 років та старших.
Цивільне працевлаштоване населення становило 12 748 осіб. Основні галузі зайнятості: освіта, охорона здоров'я та соціальна допомога — 26,3 %, мистецтво, розваги та відпочинок — 12,7 %, роздрібна торгівля — 12,4 %.